# Чистяков, Виктор Васильевич
Виктор Васильевич Чистяков (14 марта 1937, Москва, СССР — 22 ноября 2006, Москва, Россия) — советский футболист (нападающий, полузащитник) и футбольный тренер. Мастер спорта СССР. Чемпион СССР 1958. Победитель Кубка СССР 1958 года.

## Карьера игрока
Воспитанник Футбольной школы молодёжи (ФШМ, Москва). Начал карьеру в команде ФШМ в 1955 году. В следующем году перешёл в московский «Спартак». Первый матч за основной состав красно-белых провёл 28 июня 1957 года. Первый гол в составе «Спартака» забил 15 апреля 1960 года. В 1958 году завоевал золотые медали чемпионата СССР и выиграл Кубок СССР. Всего сыграл за «Спартак» 57 матчей, в том числе 51 в чемпионате СССР и 6 в розыгрыше Кубка СССР. Четыре раза был заменён, дважды выходил на замену. Забил 3 гола. За дубль московского «Спартака» сыграл более 54 матчей и забил 6 мячей.
В 1963 году играл за команду второй подгруппы класса «А» «Трудовые резервы» (Луганск). В том же году перешёл в волгоградский «Трактор», также выступавший во второй подгруппе класса «А». Уже в следующем сезоне перешёл в запорожский «Металлург», но не закрепившись там, в 1966 году перешёл в «Политотдел/Дустлик» (Ташкент. обл.), вместе с которым в том же году играл в финальном турнире 2-й группы класса «А». По окончании сезона 1968 года завершил карьеру футболиста.

## Карьера тренера
Сразу после прекращения карьеры игрока Чистяков начал работать тренером. В 1969 году назначается главным тренером команды класса «Б» «Урожай» (позднее «Строитель) из города Канска, где проработал два года. В 1971 году возглавил команду КФК «Колос» (позднее «Урожай», совхоз «Останкино», Дмитровский район Московской области).
На новом месте Чистяков создал команду, которая стала одним из лидеров сельского футбола СССР. За 15 лет, которые он возглавлял команду совхоза «Останкино», та неоднократно выигрывала российский и всесоюзный Кубок «Золотой колос». 
Уже в 1972 году команда Чистякова впервые в своей истории стала сильнейшей сельской командой СССР. По окончании сезона 1985 года Чистяков покидает останкинский «Урожай» и в следующем году стал тренером ДЮСШ «Металлург» (Видное). В 1987 году на год возвращается в команду совхоза «Останкино» и в том же году вместе с ней одерживает вторую победу в турнире «Золотой колос». Также под его руководством «Урожай» дважды занимал 2-е место во всесоюзном финале турнира лучших сельских команд (1973 и 1976), по одному разу был третьим (1977), четвёртым (1974) и пятым (1975), трижды побеждал в российских соревнований на Кубок «Золотой Колос» (1974, 1979 и 1983), дважды был вторым во всероссийском финале (1972 и 1981) и один раз третьим (1982), был победителем футбольного турнира Олимпиады Нечерноземья (1979) и занял второе место на IV всесоюзных сельских играх (Первенство ДСО «Урожай») в 1982 году. Команда Чистякова входила в число ведущих команд КФК Московской области, так, в 1983 году останкинцы вышли в финал Кубка Московской области, а в 1987 году стали полуфиналистом областного кубка, трижды выигрывали Чемпионат Московской области по зимнему футболу (1974, 1975, 1976), а в 1975 году вышли в финал областного Мемориала космонавта Волкова.
В 1988 году Читстяков становится завучем СДЮШОР по футболу города Дзержинский Московской области. В следующем году Чистяков назначается директором школы и занимал эту должность до своей смерти в 2006 году.

## Статистика выступлений
Данные по матчам и забитым мячам не всегда полные. Неполные данные обозначаются знаком ↑.
| Клуб                                 | Сезон | Лига | Лига | Кубок | Кубок | Другие | Другие | Итого | Итого |
| Клуб                                 | Сезон | Игры | Голы | Игры  | Голы  | Игры   | Голы   | Игры  | Голы  |
| ------------------------------------ | ----- | ---- | ---- | ----- | ----- | ------ | ------ | ----- | ----- |
| ФШМ (Москва)                         | 1955  | ?    | ?    | 1     | 0     | 0      | 0      | 1↑    | 0↑    |
| ФШМ (Москва)                         | Итого | ?    | ?    | 1     | 0     | 0      | 0      | 1↑    | 0↑    |
| «Спартак» (Москва)                   | 1956  | 0    | 0    | 0     | 0     | ?      | 0      | ?     | 0     |
| «Спартак» (Москва)                   | 1957  | 3    | 0    | 0     | 0     | 20     | 0      | 23    | 0     |
| «Спартак» (Москва)                   | 1958  | 17   | 0    | 3     | 0     | 4      | 0      | 24    | 0     |
| «Спартак» (Москва)                   | 1959  | 1    | 0    | 0     | 0     | 6      | 2      | 7     | 2     |
| «Спартак» (Москва)                   | 1960  | 21   | 3    | 0     | 0     | 1      | 0      | 22    | 3     |
| «Спартак» (Москва)                   | 1961  | 3    | 0    | 0     | 0     | 11     | 2      | 14    | 2     |
| «Спартак» (Москва)                   | 1962  | 6    | 0    | 2     | 0     | 13     | 2      | 21    | 2     |
| «Спартак» (Москва)                   | Итого | 51   | 3    | 6     | 0     | 54↑    | 6      | 111↑  | 9     |
| «Труд. резервы» (Луганск)            | 1962  | ?    | ?    | ?     | ?     | 0      | 0      | ?     | ?     |
| «Труд. резервы» (Луганск)            | 1963  | 2    | 0    | 0     | 0     | 0      | 0      | 2     | 0     |
| «Труд. резервы» (Луганск)            | Итого | 2↑   | 0↑   | ?     | ?     | 0      | 0      | 2↑    | 0↑    |
| «Трактор» (Волгоград)                | 1963  | 14   | 2    | 0     | 0     | 0      | 0      | 14    | 2     |
| «Трактор» (Волгоград)                | Итого | 14   | 2    | 0     | 0     | 0      | 0      | 14    | 0     |
| «Металлург» (Запорожье)              | 1964  | 35   | 1    | 0     | 0     | 2      | 0      | 37    | 1     |
| «Металлург» (Запорожье)              | 1965  | 0    | 0    | 0     | 0     | 9      | 0      | 9     | 0     |
| «Металлург» (Запорожье)              | Итого | 35   | 1    | 0     | 0     | 11     | 0      | 46    | 1     |
| «Политотдел/Дустлик» (Ташкент. обл.) | 1966  | 38   | 2    | 1     | 0     | 0      | 0      | 39    | 2     |
| «Политотдел/Дустлик» (Ташкент. обл.) | 1967  | 35   | 1    | 0     | 0     | 0      | 0      | 35    | 1     |
| «Политотдел/Дустлик» (Ташкент. обл.) | 1968  | 23   | 0    | 0     | 0     | 0      | 0      | 23    | 0     |
| «Политотдел/Дустлик» (Ташкент. обл.) | Итого | 96   | 3    | 1     | 0     | 0      | 0      | 97    | 3     |

1. ↑  Количество игр и голов за клуб в различных лигах чемпионата СССР
2. ↑  Количество игр и голов за клуб в розыгрыше Кубка СССР
3. ↑  Количество игр и голов за клуб в турнире дублёров.

## Достижения
- Чемпион СССР 1958.
- Победитель Кубка СССР 1958 года.
- Победитель всесоюзного кубка «Золотой колос» в 1972 и 1987 годах.
- Победитель всероссийского кубка «Золотой колос» в 1974, 1979 и 1983 годах.